# Max Mazzotta
Max Mazzotta, all'anagrafe Maximilian Mazzotta (Cosenza, 12 novembre 1968), è un attore e regista italiano, direttore artistico della compagnia teatrale "Libero Teatro", che opera nella città di Cosenza.

## Biografia
Nato e cresciuto a Cosenza, dopo aver terminato gli studi inizia a dedicarsi allo studio della recitazione presso l'Accademia d'Arte Drammatica della Calabria a Palmi. Nel 1991 entra a far parte della scuola teatrale Piccolo Teatro di Milano, diretta da Giorgio Strehler. Insegna in seguito arte, musica, danza e spettacolo presso i licei classico e commerciale di Catanzaro; nel 1995 esordisce come regista teatrale con Il gatto e la volpe, cui seguono nel 1998 Grottesco e Prove aperte, Follia nel 1999, L'ebreo di Malta nel 2000 e l'Amleto nel 2001.
Esordisce al cinema nel 1998 con L'ultimo capodanno di Marco Risi e partecipa poi ad alcune serie e miniserie televisive come Ultimo - La sfida (1999) e Ultima pallottola (2003), entrambe di Michele Soavi, Distretto di Polizia (2000) di Renato De Maria, La buona battaglia - Don Pietro Pappagallo (2006), scritta dallo storico duo Age & Scarpelli e diretta da Gianfranco Albano, e I liceali 3 (2011) di Francesco Miccichè.
Nel 2002 ritorna a lavorare con De Maria, che lo dirige in Paz!, film ispirato alle opere di Andrea Pazienza, in cui interpreta il personaggio dello studente svogliato e fattone Enrico Fiabeschi, protagonista appunto d'una storia breve del fumettista marchigiano. Nel 2004 ricopre la piccola parte di Lionello, un carabiniere calabrese di Bocchigliero trapiantato nella Bologna del Settantasette, cui viene dato il compito di sorvegliare le trasmissioni di Radio Alice per conto del proprio superiore, il tenente Lippolis (Valerio Mastandrea), nel film Lavorare con lentezza di Guido Chiesa (alla cui sceneggiatura collaborò anche il collettivo Wu Ming).
Nel 2005 interpreta il ruolo minore di un portiere di hotel nel film Amatemi, nuovamente di Renato De Maria, mentre nel 2007 interpreta il parroco della cittadina calabrese di Diamante nel film L'abbuffata di Mimmo Calopresti. Seguono altre interpretazioni, piccole e non, in film come Amore, bugie & calcetto (2008) di Luca Lucini, Henry (2010) di Alessandro Piva, Diciotto anni dopo (2010) di e con Edoardo Leo e C'è chi dice no (2011) di Giambattista Avellino.
Nel 2013 ritorna a impersonare il personaggio di Fiabeschi nel film Fiabeschi torna a casa, in cui il suo personaggio, dopo anni di bagordi da eterno fuoricorso nel capoluogo emiliano, decide di ritornare nel paesino natìo di Cuculicchio (comune immaginario del cosentino) per riprendere in mano il corso della propria vita. Girato quasi interamente tra Cosenza e provincia, il film - di fatto una specie di séguito di Paz! - costituisce inoltre il suo esordio alla macchina da presa. Dopo aver figurato poi in Fräulein - Una fiaba d'inverno (2016) e Regina (2020), impersona il Gobbo in Freaks Out (2021) di Gabriele Mainetti.

## Filmografia parziale

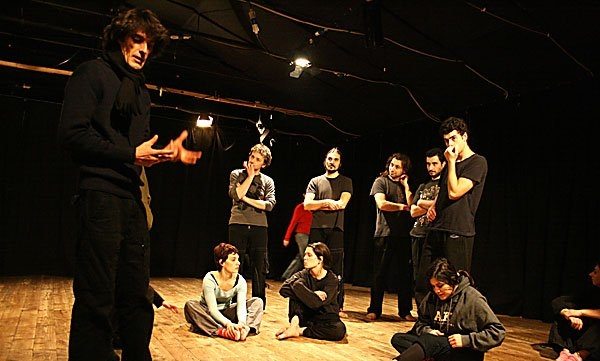
Mazzotta durante le prove di Follia.

### Cinema
- L'ultimo capodanno, regia di Marco Risi (1998)
- Bon Plan, regia di Jérôme Lévy (2000)
- Paz!, regia di Renato De Maria (2002)
- Lavorare con lentezza, regia di Guido Chiesa (2004)
- Arrivederci amore, ciao, regia di Michele Soavi (2006)
- L'abbuffata, regia di Mimmo Calopresti (2007)
- Parlami d'amore, regia di Silvio Muccino (2008)
- Amore, bugie e calcetto, regia di Luca Lucini (2008)
- Henry, regia di Alessandro Piva (2010)
- Diciotto anni dopo, regia di Edoardo Leo (2010)
- C'è chi dice no, regia di Giambattista Avellino (2011)
- Fiabeschi torna a casa, regia di Max Mazzotta (2013)
- Fräulein - Una fiaba d'inverno, regia di Caterina Carone (2016)
- Regina, regia di Alessandro Grande (2020)
- Freaks Out, regia di Gabriele Mainetti (2021)
- Le ragazze non piangono, regia di Andrea Zuliani (2023)
- U.S. Palmese, regia dei Manetti Bros. (2024)

### Televisione
- Ultimo - La sfida regia di Michele Soavi (1999)
- Distretto di Polizia, regia Renato De Maria – serie TV, episodio 1x05 e 1x23 (2000)
- Ultima pallottola, regia di Michele Soavi (2002)
- Distretto di Polizia 5, regia Lucio Gaudino – serie TV, episodio 5x11 (2005)
- La buona battaglia di don Pietro Pappagallo, regia di Gianfranco Albano (2006)
- Fuoriclasse, regia di Riccardo Donna (2011)
- I liceali 3, regia di Francesco Miccichè (2011)
- Il segreto dell'acqua, regia di Renato De Maria (2011)
- Solo, regia di Michele Alhaique - serie TV, 3 episodi (2016)
- L'ispettore Coliandro 5, regia dei Manetti Bros. - serie TV, 1 episodio (2016)
- Liberi sognatori - Una donna contro tutti, regia di Fabio Mollo - film TV (2018)
- Adorazione, regia di Stefano Mordini - Serie TV (2024)
- Imma Tataranni sostituto procuratore, regia di Francesco Amato – serie TV, episodio 4x03 (2025)